# Breguet 16
Breguet 16 byl dvouplošný bombardér zkonstruovaný ve Francii koncem první světové války.

## Vznik a vývoj
Konstrukce Breguetu 16 vznikla v podstatě zvětšením Breguetova velmi úspěšného typu 14, dvouplošníku konvenčního uspořádání s dvoukomorovým vzpěrovým systémem a nestupněnými křídly o shodném rozpětí. Zkoušky prováděné v roce 1918 vyzněly slibně a na rok 1919 byla plánována masová výroba u několika francouzských leteckých výrobců, v licenci firmy Breguet. Z těchto plánů sešlo po uzavření příměří v Compiègne, ale počátkem 20. let byla zahájena sériová výroba menšího rozsahu, v rámci modernizačního programu Francouzského letectva.

## Operační nasazení
Jednomotorový Breguet 16 u Francouzského letectva nahradil zastaralé dvoumotorové stroje Farman F.50 v úloze nočního bombardéru pod označením Bre.16 Bn.2. Bylo vyrobeno okolo dvou set letounů, z nichž některé byly dislokovány v Sýrii a Maroku. Část strojů byla také dodána letectvům Československa a Číny.
Jeden kus dodaný Portugalsku a pojmenovaný „Patria“ posloužil k pokusu o dálkový přelet z Lisabonu do Macaa, ale stroj havaroval v Indii.

## Varianty
Bre.16 Bn.2
noční bombardér

## Uživatelé
- Československo
  - Československé letectvo
- Čína
  - Letectvo Čínské republiky
- Francie
  - Aéronautique militaire
- Portugalsko
  - Arma de Aeronautica

## Specifikace
Údaje podle publikace French Aircraft of the First World War

### Technické údaje
- Posádka: 2 (pilot a pozorovatel)
- Délka: 9,55 m
- Rozpětí: 17 m
- Výška: 3,42 m
- Nosná plocha: 73,50 m²
- Prázdná hmotnost: 1 265 kg
- Vzletová hmotnost: 2 200 kg
- Pohonná jednotka: 1 × dvanáctiválcový vidlicový motor Renault 12Fe
- Výkon pohonné jednotky: 300 hp (223,7 kW)

### Výkony
- Maximální rychlost: 160 km/h
- Dolet: 900 km
- Dostup: 4 600 m
- Výstup do 4 000 m: 51 minut a 10 sekund

### Výzbroj
- 1 × synchronizovaný kulomet Vickers ráže 7,7 mm
- 2 × pohyblivý kulomet Lewis ráže 7,7 mm
- 550 kg bomb